# IFK Linköpings Orienteringssällskap
IFK Linköpings Orienteringssällskap (IFK Linköpings OS), grundad 1913, är en orienteringsklubb i Linköping. Klubblokalen ligger i Vidingsjö motionscentrum i södra delen av Linköping.
Sedan år 2000 bildar IFK Linköpings OS och OK Skogsströvarna (från Ljungsbro) en gemensam tävlingsklubb vid namn OK Roxen.
Orienteringssällskapet var länge en del av alliansklubben IFK Linköping men blev självständigt under 1990-talet.

## Historia och meriturval
IFK Linköping grundades den 16 maj 1913 under namnet IK Forward. Den första sporten i föreningen var fotboll. Orienteringssektionen upprättades år 1923 och hade goda framgångar under de första 10 åren, bland annat flera topplaceringar i Östergötlands distriktsmästerskap.
1933 lämnade ett flertal av orienterarna klubben som protest mot att fotbollssektionen fick för stor del av alliansklubbens pengar. Dessa bildade en egen orienteringsklubb, Linköpings OK. Detta visade sig vara en relativt obehövlig protest då hela fotbollssektionen lades ner senare samma år. Efter denna medlemsflykt tog det ett tag för tävlingsverksamheten att återhämta sig, men redan 1938 var man återigen den dominanta klubben i distriktsmästerskapen. Året därpå stod man även som segrare i SGU Mjölbys Stafettorientering. Under 1940 och 1950-talet var IFK Linköping den överlägset största orienteringsklubben i Östergötland.
IFK Linköping arrarngerade tillsammans med Linköpings OK världsmästerskapen i orientering 1968. Detta genomfördes i markerna kring Söderö, mellan Rimforsa och Åtvidaberg.
1973 och 1974 kom IFK Linköping på 10:e plats i den eftertraktade 10Mila stafetten, 1975 kom man på 9:e plats.
Den största meriten genom tiderna är segern i orienteringsallsvenskan, vilket innebar att man var den bästa orienteringsklubben i Sverige, även denna inföll 1975 och arrangerades vid Kisa med målområde vid Tolvmannabackens fot.
Även på ungdomssidan har IFK Linköping haft stora framgångar, bland annat ett flertal höga placeringar och segrare i Junior-världsmästerskapen, (JVM) och Junior-europamästerskapen, (JEM).
År 1984 fick orienteringssektionen en egen klubblokal i Vidingsjö Motionscentrum, därifrån styrs än idag stora delar av verksamheten.
År 1987 arrangerade IFK Linköping etapp 2 och 3 i "5-Dagars", världens största orienteringstävling. Målområdet låg i Tinnerö. Idag är tävlingen mera känd under namnet O-Ringen.
Under 1990-talet bröt sig orienteringssektionen ut ur alliansklubben och bildade IFK Linköpings Orienteringssällskap.

## Tävlingsklubben OK Roxen
Sedan år 2000 bildar IFK Linköpings OS och OK Skogsströvarna en gemensam tävlingsklubb vid namn OK Roxen.